# Astrapia lśniąca
Astrapia lśniąca (Astrapia stephaniae) – gatunek ptaka z rodziny cudowronek (Paradisaeidae). Występuje w górach środkowej i wschodniej Nowej Gwinei. Nie jest zagrożony wyginięciem.

## Taksonomia

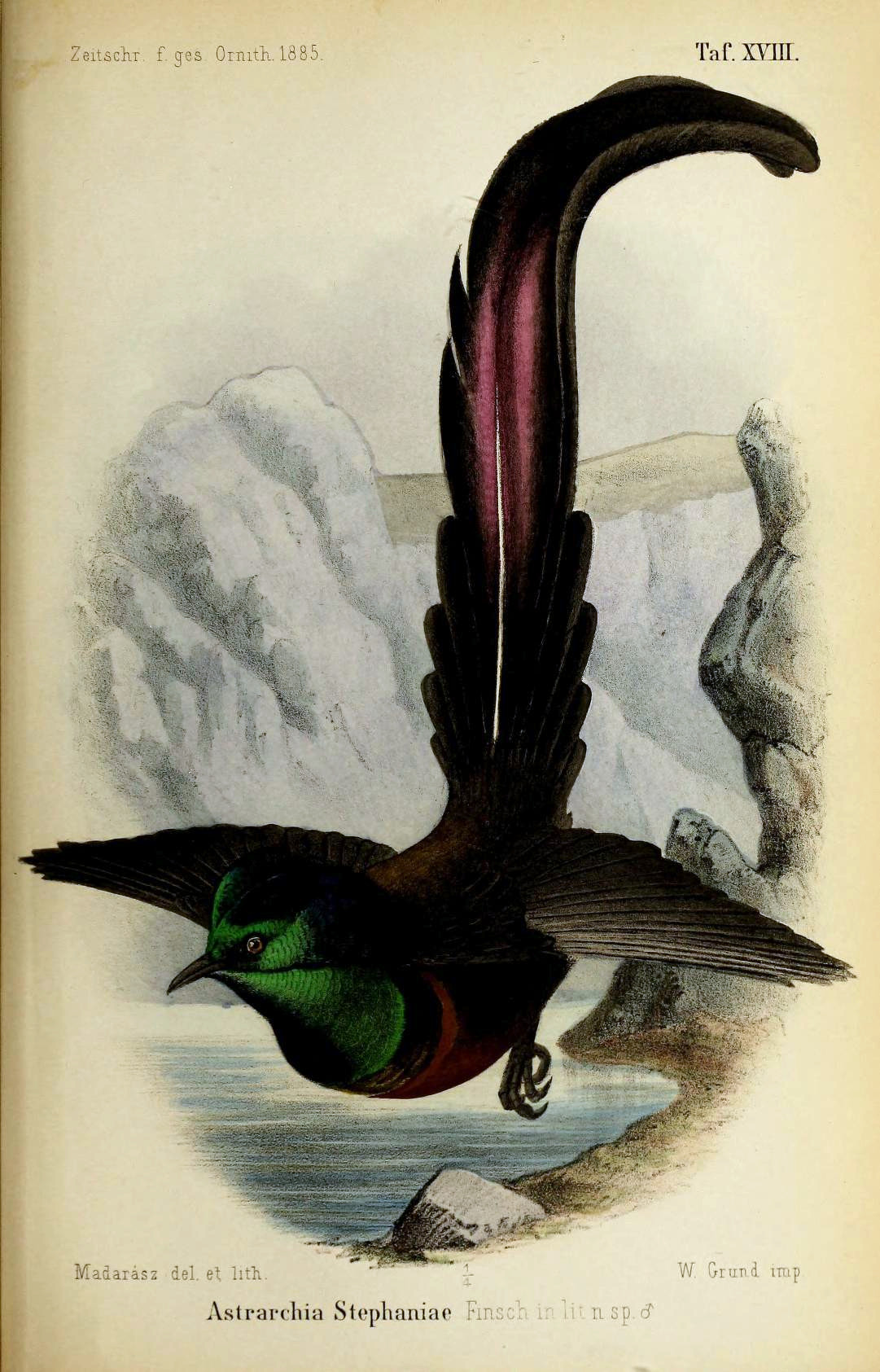
Tablica barwna o numerze XVIII dołączona do pierwszego opisu

Po raz pierwszy gatunek opisali Otto Finsch i Adolf Bernhard Meyer w 1885. Holotyp pochodził z Maguli (9°16,8′S 147°37,2′E/-9,280000 147,620000, 1888 m n.p.m.). Autorzy nadali nowemu gatunkowi nazwę Astrarchia stephaniae – de facto sam gatunek został opisany przez Finscha, Meyer jest autorem nazwy rodzajowej. A. stephaniae odkrył w 1884 niemiecki ornitolog i kolekcjoner okazów Carl Hunstein. Do opisu była dołączona tablica barwna nr XVIII przedstawiająca dorosłego samca. Obecnie (2025) Międzynarodowy Komitet Ornitologiczny (IOC) umieszcza astrapię lśniącą w rodzaju Astrapia.
IOC uznaje dwa podgatunki astrapii lśniącej (niemające polskich nazw zwyczajowych), nominatywny A. s. stephaniae (Finsch & A.B. Meyer, 1885) oraz A. s. feminina Neumann, 1922. Taki sam podział zastosowano w Handbook of the Birds of the World, na liście ptaków świata opracowywanej przy współpracy BirdLife International z autorami HBW (wydanie książkowe: 2016, 9. wersja online: październik 2024) i w Clements Checklist of Birds of the World (2024). Drugi z podgatunków został opisany przez Oscara Neumanna w oparciu o samicę pozyskaną 8 czerwca 1913. Znajdowała się w zbiorach Bürgersa w Muzeum Historii Naturalnej w Berlinie.
Opisany został również podgatunek A. s. ducalis Mayr, 1931, który nie jest uznawany przez wspomniane autorytety. Został zsynonimizowany z A. s. stephaniae. Różnice między ptakami podgatunku nominatywnego a A. s. feminina są niewielkie. Pratt & Beehler (2016) utrzymali podział astrapii lśniącej na dwa podgatunki. Ich zdaniem A. s. feminina powinna zostać włączona do podgatunku nominatywnego, tym samym czyniąc astrapię lśniącą gatunkiem monotypowym.

### Filogeneza
Astrapia lśniąca to gatunek siostrzany wobec astrapii białosternej (A. mayeri). Klad bazalny stanowi wobec nich astrapia żabotowa (A. rothschildi). Do 2017 roku dostępne były 4 badania filogenetyczne i filogenomiczne, których wyniki pozwalają określić moment wydzielenia się linii rozwojowych tych trzech taksonów. Astrapia żabotowa oddzieliła się między 4,4 a 2,82 mln lat temu. A. stephaniae i A. mayeri rozdzieliły się między 0,5 a około 0,3 (0,283) mln lat temu.
Poniżej przedstawiono kladogram dla kladu Epimachus+Astrapia+Paradigalla według Irestedt et al. (2009). Różnica względem innych badań dotyczy jedynie kolejności, w której wymienione są poszczególne taksony (co nie jest istotne dla budowy kladogramu, inaczej niż w przypadku drzewa filogenetycznego). Wyniki, które uzyskali Jønsson et al. (2016), Jetz et al. (2012) i Marki et al. (2005), są zgodne w kwestii pokrewieństwa między poszczególnymi taksonami.
|  | Epimachus meyeri   |
|  |                    |
|  | Epimachus fastosus |
|  |                    |

|  | Paradigalla brevicauda  |
|  |                         |
|  | Paradigalla carunculata |
|  |                         |

|  | Astrapia splendidissima |
|  |                         |
|  | Astrapia nigra          |
|  |                         |

|  | \| \| Astrapia stephaniae \| \| \| \| \| \| Astrapia mayeri \| \| \| \| |
|  |                                                                         |
|  | Astrapia rothschildi                                                    |
|  |                                                                         |
|  | Astrapia stephaniae                                                     |
|  |                                                                         |
|  | Astrapia mayeri                                                         |
|  |                                                                         |

|  | Astrapia stephaniae |
|  |                     |
|  | Astrapia mayeri     |
|  |                     |

|  | Astrapia splendidissima |
|  |                         |
|  | Astrapia nigra          |
|  |                         |

|  | \| \| Astrapia stephaniae \| \| \| \| \| \| Astrapia mayeri \| \| \| \| |
|  |                                                                         |
|  | Astrapia rothschildi                                                    |
|  |                                                                         |
|  | Astrapia stephaniae                                                     |
|  |                                                                         |
|  | Astrapia mayeri                                                         |
|  |                                                                         |

|  | Astrapia stephaniae |
|  |                     |
|  | Astrapia mayeri     |
|  |                     |

|  | Paradigalla brevicauda  |
|  |                         |
|  | Paradigalla carunculata |
|  |                         |

|  | Astrapia splendidissima |
|  |                         |
|  | Astrapia nigra          |
|  |                         |

|  | \| \| Astrapia stephaniae \| \| \| \| \| \| Astrapia mayeri \| \| \| \| |
|  |                                                                         |
|  | Astrapia rothschildi                                                    |
|  |                                                                         |
|  | Astrapia stephaniae                                                     |
|  |                                                                         |
|  | Astrapia mayeri                                                         |
|  |                                                                         |

|  | Astrapia stephaniae |
|  |                     |
|  | Astrapia mayeri     |
|  |                     |

|  | Astrapia splendidissima |
|  |                         |
|  | Astrapia nigra          |
|  |                         |

|  | \| \| Astrapia stephaniae \| \| \| \| \| \| Astrapia mayeri \| \| \| \| |
|  |                                                                         |
|  | Astrapia rothschildi                                                    |
|  |                                                                         |
|  | Astrapia stephaniae                                                     |
|  |                                                                         |
|  | Astrapia mayeri                                                         |
|  |                                                                         |

|  | Astrapia stephaniae |
|  |                     |
|  | Astrapia mayeri     |
|  |                     |

|  | Epimachus meyeri   |
|  |                    |
|  | Epimachus fastosus |
|  |                    |

|  | Paradigalla brevicauda  |
|  |                         |
|  | Paradigalla carunculata |
|  |                         |

|  | Astrapia splendidissima |
|  |                         |
|  | Astrapia nigra          |
|  |                         |

|  | \| \| Astrapia stephaniae \| \| \| \| \| \| Astrapia mayeri \| \| \| \| |
|  |                                                                         |
|  | Astrapia rothschildi                                                    |
|  |                                                                         |
|  | Astrapia stephaniae                                                     |
|  |                                                                         |
|  | Astrapia mayeri                                                         |
|  |                                                                         |

|  | Astrapia stephaniae |
|  |                     |
|  | Astrapia mayeri     |
|  |                     |

|  | Astrapia splendidissima |
|  |                         |
|  | Astrapia nigra          |
|  |                         |

|  | \| \| Astrapia stephaniae \| \| \| \| \| \| Astrapia mayeri \| \| \| \| |
|  |                                                                         |
|  | Astrapia rothschildi                                                    |
|  |                                                                         |
|  | Astrapia stephaniae                                                     |
|  |                                                                         |
|  | Astrapia mayeri                                                         |
|  |                                                                         |

|  | Astrapia stephaniae |
|  |                     |
|  | Astrapia mayeri     |
|  |                     |

|  | Paradigalla brevicauda  |
|  |                         |
|  | Paradigalla carunculata |
|  |                         |

|  | Astrapia splendidissima |
|  |                         |
|  | Astrapia nigra          |
|  |                         |

|  | \| \| Astrapia stephaniae \| \| \| \| \| \| Astrapia mayeri \| \| \| \| |
|  |                                                                         |
|  | Astrapia rothschildi                                                    |
|  |                                                                         |
|  | Astrapia stephaniae                                                     |
|  |                                                                         |
|  | Astrapia mayeri                                                         |
|  |                                                                         |

|  | Astrapia stephaniae |
|  |                     |
|  | Astrapia mayeri     |
|  |                     |

|  | Astrapia splendidissima |
|  |                         |
|  | Astrapia nigra          |
|  |                         |

|  | \| \| Astrapia stephaniae \| \| \| \| \| \| Astrapia mayeri \| \| \| \| |
|  |                                                                         |
|  | Astrapia rothschildi                                                    |
|  |                                                                         |
|  | Astrapia stephaniae                                                     |
|  |                                                                         |
|  | Astrapia mayeri                                                         |
|  |                                                                         |

|  | Astrapia stephaniae |
|  |                     |
|  | Astrapia mayeri     |
|  |                     |

Zasięg występowania podgatunku nominatywnego wydaje się przekraczać krawędź kratonu i rozciągać się na Papuan Peninsula (albo Bird’s Tail, „ptasi ogon” – po drugiej stronie wyspy leży Ptasia Głowa) bez różnicowania się w obrębie tej populacji. Nie przekracza jednak Gór Bismarcka, które zajmują już ptaki podgatunku A. s. feminina. Jest to przykład stosunkowo powszechnego podziału ptaków na podgatunki z Gór Bismarcka na północ od krawędzi kratonu oraz Kubor Range na południe od niej.

### Hybrydyzacja
W zachodniej części zasięgu występowania astrapie lśniące współwystępują z astrapiami białosternymi (A. mayeri). Do krzyżowania się tych dwóch gatunków dochodzi w wąskim przedziale wysokościowym, w którym dochodzi do większości spotkań dwóch astrapii – astrapie białosterne preferują wyżej położone obszary niż lśniące (i jedne z najwyżej położonych wśród cudowronek w ogóle). Tom Iredale w 1954 opisał nowy gatunek – Astrarchia barnesi, jednak holotyp był w istocie mieszańcem międzygatunkowym. Kolejnego mieszańca przedstawił R.W. Sims; został pozyskany w marcu 1951 podczas ekspedycji Freda Mayera. Według Fullera (1995) wówczas okazy A. mayeri × A. stephaniae w swoich zbiorach miały dwa muzea: Muzeum Historii Naturalnej w Tring i Muzeum Australijskie.

### Etymologia i nazewnictwo
Dawna nazwa rodzajowa Astrarchia pochodzi od dwóch greckich słów: ἀστραπή astrapḗ – „piorun” i ᾰ̓́ρχων árkhōn – „władca”. Do pioruna nawiązuje również Astrapia. Epitet gatunkowy stephaniae upamiętnia Stefanię Klotyldę Koburg.
W języku tok pisin, jednym z urzędowych w Papui-Nowej Gwinei i najbardziej rozpowszechnionym w kraju, astrapia lśniąca to kumbi. Wśród ludzi z plemienia Baruya (południowo-wschodnia prowincja Eastern Highlands) jest znana jako pagwanya. W języku kalam astrapie lśniące określają dwa słowa. Ogólne określenie to bdoŋ. Szczególnym rodzajem bdoŋ jest ksks – dorosły samiec. Bdoŋ może być samicą w dowolnym wieku lub młodym samcem, który nie uzyskał jeszcze szaty ostatecznej. Nazwa ksks wzięła się od odgłosów, jakie w locie wydają ozdobne wydłużone sterówki.

## Morfologia
Długość ciała samca wynosi około 32 cm, a włączając w nią wydłużone środkowe sterówki – 125 cm. U samicy jest to odpowiednio około 35 cm i 53 cm. Masa ciała dorosłych samców – 134–169 g (n=9), samic – 123–157 g (n=19). Astrapie lśniące są średnich rozmiarów ptakami ze stosunkowo krótkim, wąskim i ostro zakończonym ogonem. Jedynie środkowa para sterówek wyróżnia się niezwykłą wydłużoną formą. Występuje wyraźny dymorfizm płciowy.
|                                        |       | Długość (mm)               | Długość (mm) | Długość (mm) | Długość (mm) | Długość (mm) |
| skrzydła                               | ogona | ogona ze środk. sterówkami | skoku        | dzioba       |              |              |
| -------------------------------------- | ----- | -------------------------- | ------------ | ------------ | ------------ | ------------ |
| A. (s.) stephaniae                     |       |                            |              |              |              |              |
| samce                                  | śr.   | 171                        | 154          | 640          | 41,9         | 38,6         |
| samce                                  |       | 160–182                    | 132–182      | 574–693      | 37,6–45,4    | 33,8–41,4    |
| samce                                  | n     | 32                         | 27           | 20           | 30           | 26           |
| samice                                 | śr.   | 156                        | 201          | 328          | 40,4         | 38,3         |
| samice                                 |       | 145–165                    | 170–230      | 279–358      | 36,3–43,1    | 36,4–41,9    |
| samice                                 | n     | 34                         | 30           | 30           | 34           | 34           |
| „A. (s.) ducalis” (= A. s. stephaniae) |       |                            |              |              |              |              |
| samce                                  | śr.   | 166                        | 129          | 628          | 41,6         | 36,6         |
| samce                                  |       | 156–173                    | 107–158      | 565–691      | 37,6–43,8    | 34,1–40,0    |
| samce                                  | n     | 24                         | 20           | 20           | 24           | 24           |
| samice                                 | śr.   | 152                        | 185          | 317          | 39,4         | 37,1         |
| samice                                 |       | 144–159                    | 157–217      | 268–362      | 37,0–41,9    | 34,1–40,1    |
| samice                                 | n     | 30                         | 26           | 26           | 29           | 28           |
| A. s. feminina                         |       |                            |              |              |              |              |
| samce                                  | śr.   | 166                        | 154          | 727          | 40,95        | 35           |
| samce                                  |       | 162–169                    | 122–185      | 727          | 40,5–41,4    | 33,7–36,3    |
| samce                                  | n     | 2                          | 2            | 1            | 2            | 2            |
| samice                                 | śr.   | 152                        | 190          | 31,6         | 40           | 36,5         |
| samice                                 |       | 144–165                    | 151–208      | 274–357      | 38,2–42,6    | 34,8–37,9    |
| samice                                 | n     | 9                          | 7            | 7            | 9            | 9            |
| wszystkie podgatunki                   |       |                            |              |              |              |              |
| samce                                  | śr.   | 169                        | 144          | 637          | 41,8         | 37,5         |
| samce                                  |       | 156–182                    | 107–185      | 565–727      | 37,6–45,4    | 33,7–41,4    |
| samce                                  | n     | 58                         | 49           | 41           | 56           | 52           |
| samice                                 | śr.   | 154                        | 193          | 322          | 40,0         | 37,6         |
| samice                                 |       | 144–165                    | 151–230      | 268–362      | 36,3–43,1    | 34,1–41,9    |
| samice                                 | n     | 73                         | 63           | 63           | 72           | 71           |

Dalszy opis dotyczy ptaków podgatunku nominatywnego, o ile nie zaznaczono inaczej.
Upierzenie

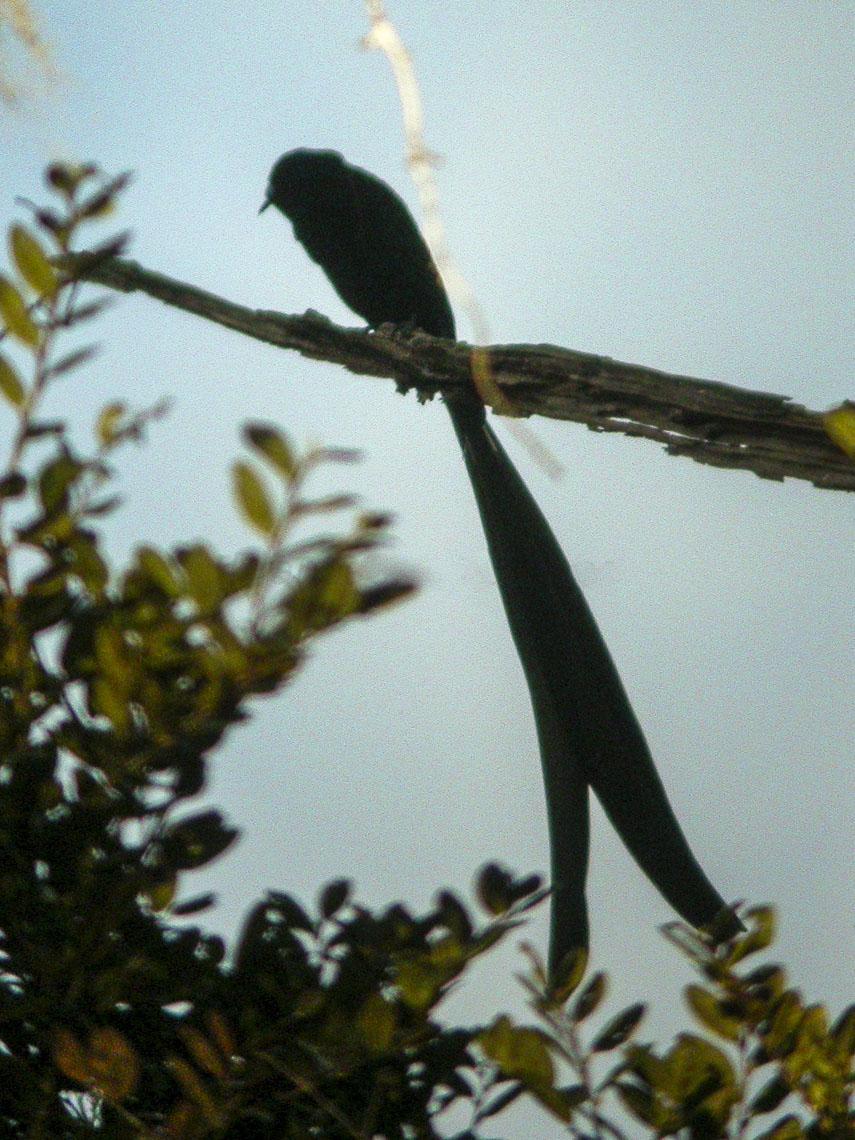
Samiec

U samców pióra na głowie – w tym wąska kępka piór wyrastająca nad nasadą żuchwy – są aksamitne, smoliście czarne i intensywnie metalicznie opalizujące. Zależnie od kąta widzenia wydają się być żółtozielone, niebieskie, fioletowe (fiołkowe) lub w kolorze fuksji. Szczególnie widoczne jest to na pokrywach usznych i wydłużonych piórach po bokach głowy i na karku. Obszar od płaszcza do pokryw nadogonowych pokrywają pióra smoliście czarne z oliwkowozielonym brązowawym połyskiem. Pokrywy skrzydłowe mniejsze są najciemniejsze ze wszystkich, cechuje je matowa brązowawoczarna barwa i smoliście czarne krawędzie. Pokrywy skrzydłowe większe i skrzydełko brązowawoczarne, natomiast lotki – czarnobrązowe. Większość sterówek jest czarnobrązowa. Środkowa para wyróżnia się nadzwyczajną, ponadmetrową długością i formą – przypomina dwie białe wstążki o szerokości około 2 cm z czarnobrązowymi końcówkami o blisko 3–4 cm szerokości. Stosiny są czarniawe na końcowym odcinku (około ¼ całkowitej długości). Pióra na gardle nieco przypominają wyglądem łuski. Cechuje je mocny metaliczny żółtozielony połysk. Obszar tej barwy sięga do górnej części piersi i mocno kontrastuje ze smoliście czarnymi piórami na piersi. Te charakteryzują się słabo zaznaczonym miedzianym połyskiem. Pozostała część spodu ciała wykazuje miedzianoczerwony połysk, miejscami poprzeplatany wystającymi mieniącymi się na zielono nasadami piór. Okolice kloaki i pokrywy podogonowe brązowoczarne.
Samice wyraźnie różnią się upierzeniem, są również mniejsze od samców. Według autorów HBW długość skrzydła oraz środkowych sterówek są u samców i samic całkowicie rozbieżne, jednak w przypadku długości skrzydła jest to niezgodne z danymi, jakie uzyskali Frith i Frith (1997; patrz: tabela powyżej). Średnia długość skrzydła u samców jest istotnie większa u wszystkich podgatunków, jednak zakres długości u samic częściowo nachodzi na ten u samców. Głowa i kark u samic są smoliście czarne z metalicznym, nieco brązowawym żółtozielonym połyskiem; z wiekiem staje się coraz wyraźniejszy. Pod niektórymi kątami wydaje się być niebieski, szczególnie po bokach głowy i w dolnej części gardła. Płaszcz i grzbiet porastają jedwabiste czarniawe pióra. Zależnie od oświetlenia mogą wykazywać połysk ciemnoniebieski, fioletowy lub w kolorze fuksji, jednak to rzadko widoczna cecha. Pozostała część upierzenia czarnobrązowa, dość jednolitej barwy, jedynie brzuch jest rdzawy (lub innego koloru, po płowobrązowy, opisywany też jako cynamonowy) i pokryty drobnymi czarniawymi prążkami.
Osobniki młodociane w pierwszej szacie przypominają samice. Wyróżniają się jednak mniej intensywną kolorystyką upierzenia. Ponadto ich pióra są miękkie i puszyste. W kolejnych szatach młode ptaki również przypominają dorosłe samice, jednak ich skrzydła i ogon (poza środkową parą sterówek) są przeciętnie dłuższe. Opalizacja początkowo słabo widoczna, wraz z wiekiem coraz intensywniejsza. Młode samce mają różnorodne upierzenie, początkowo podobne jak u samic, lecz z kilkoma widocznymi piórami charakterystycznymi dla dorosłych samców. Z wiekiem pozostaje im coraz mniej charakterystycznych dla samic piór, środkowe sterówki stają się coraz dłuższe, a pozostałe – krótsze. Jeden samiec w niewoli uzyskał szatę dorosłą po co najmniej 6 latach życia.
Część czarnych piór astrapii lśniących stanowi jeden z najczarniejszych materiałów, zarówno występujących w przyrodzie, jak i wytworzonych przez człowieka. Zarówno odbicie kierunkowo-rozproszone, jak i kierunkowe (zwierciadlane) piór z piersi astrapii czarnej było najniższe wśród gatunków, których pióra badali McCoy et al. (2018). Wyniosło odpowiednio 3,14% i 0,05%. U wszystkich łącznie najniższe uzyskane wartości to od 0,05% do 0,31%. Są zbliżone do tych właściwych dla opracowanych przez ludzi materiałów, jak opracowany i testowany przez NASA materiał pochłaniający 99,5% promieniowania w zakresie ultrafioletu i światła widzialnego oraz 99,8% promieniowania o większej długości fal i w dalekiej podczerwieni. Dającą wrażenie głębokiej czerni modyfikację struktury piór stwierdzono u przedstawicieli 5 rodzajów (łącznie z Astrapia). Promyki mają na krawędziach mikroskopijnej wielkości kolczaste wyrostki kształtem podobne do wyschniętych liści dębu. Są gęsto rozmieszczone i ustawione pod kątem około 30° względem końcówki pióra. Przechylenie tych struktur sprawia, że samiec chcąc pokazać niemal idealnie czarną powierzchnię musi się nachylić pod odpowiednim kątem w stronę samicy. McCoy i Prum (2019) zebrali podobne dane dla przedstawicieli 15 rodzin z 5 rzędów, w tym cudowronek. Odbicie piór o wyjątkowo głębokiej czerni (określanej jako „super black”) i w tej grupie było najniższe u astrapii lśniących – 0,045%, najwyższe zaś u chwostki żałobnej (Malurus alboscapulatus) – 1,47% (górną granicę dla owej głębokiej czerni ustalono na 2%). U A. splendidissima, A. nigra oraz A. rothschildi upierzenie brzucha w zwyczajnych pozach sprawiają wrażenie niemal czarnych. Pod odpowiednim kątem widoczna staje się bardzo intensywna zielona opalizacja; samce prezentują je podczas zalotów. Takowej brak u A. nigra i A. stephaniae. Ciemne upierzenie ich brzuchów wydaje się być cechą ewolucyjnie młodszą.
Części nieopierzone
Tęczówka ciemnobrązowa. Dziób czarniawy, jego wnętrze – jasne, zielonożółte. Nogi ciemne, szaroniebieskie (ołowiane).

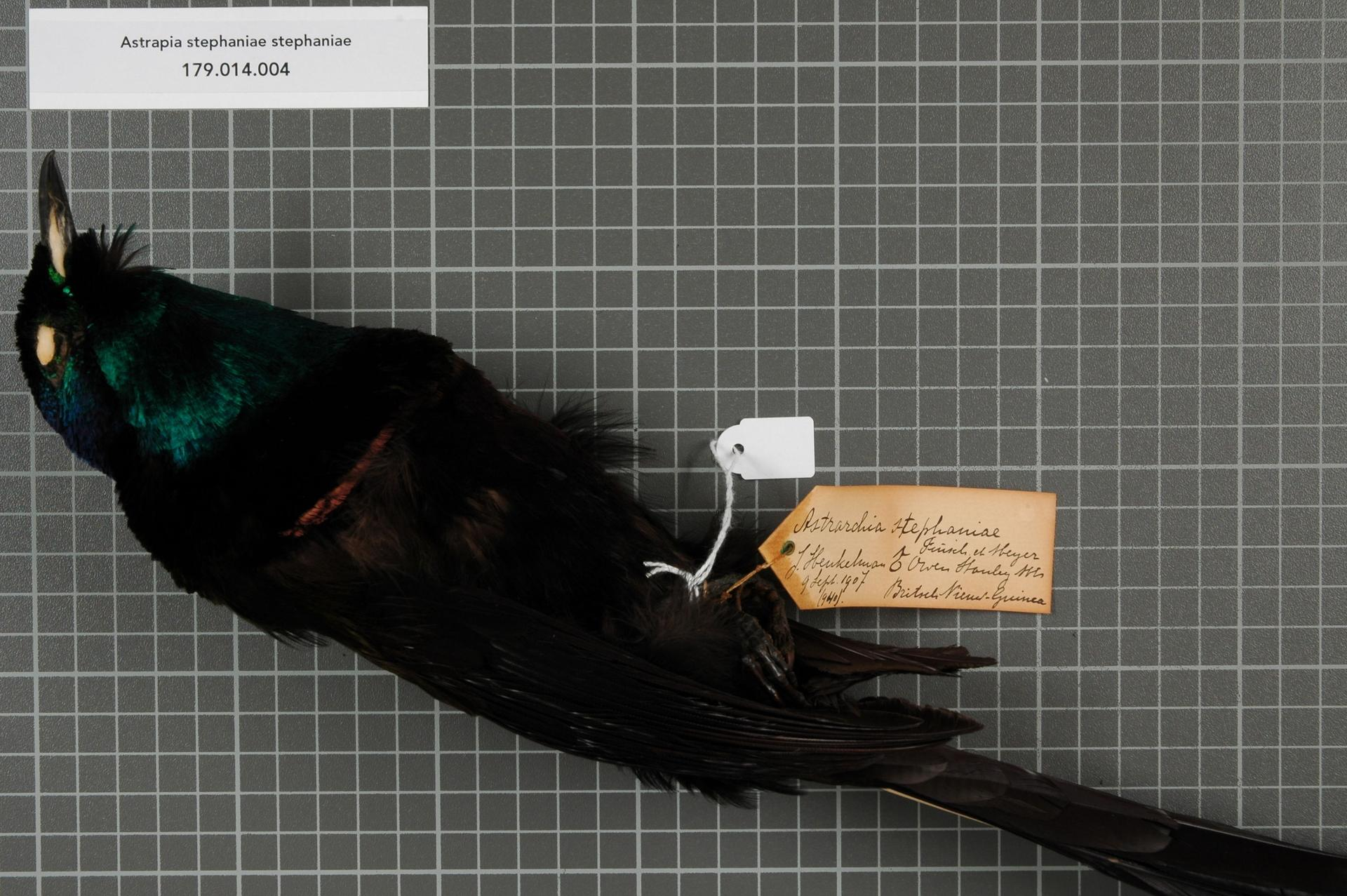
Samiec podgatunku nominatywnego (ze zbiorów Muzeum Historii Naturalnej w Lejdzie)
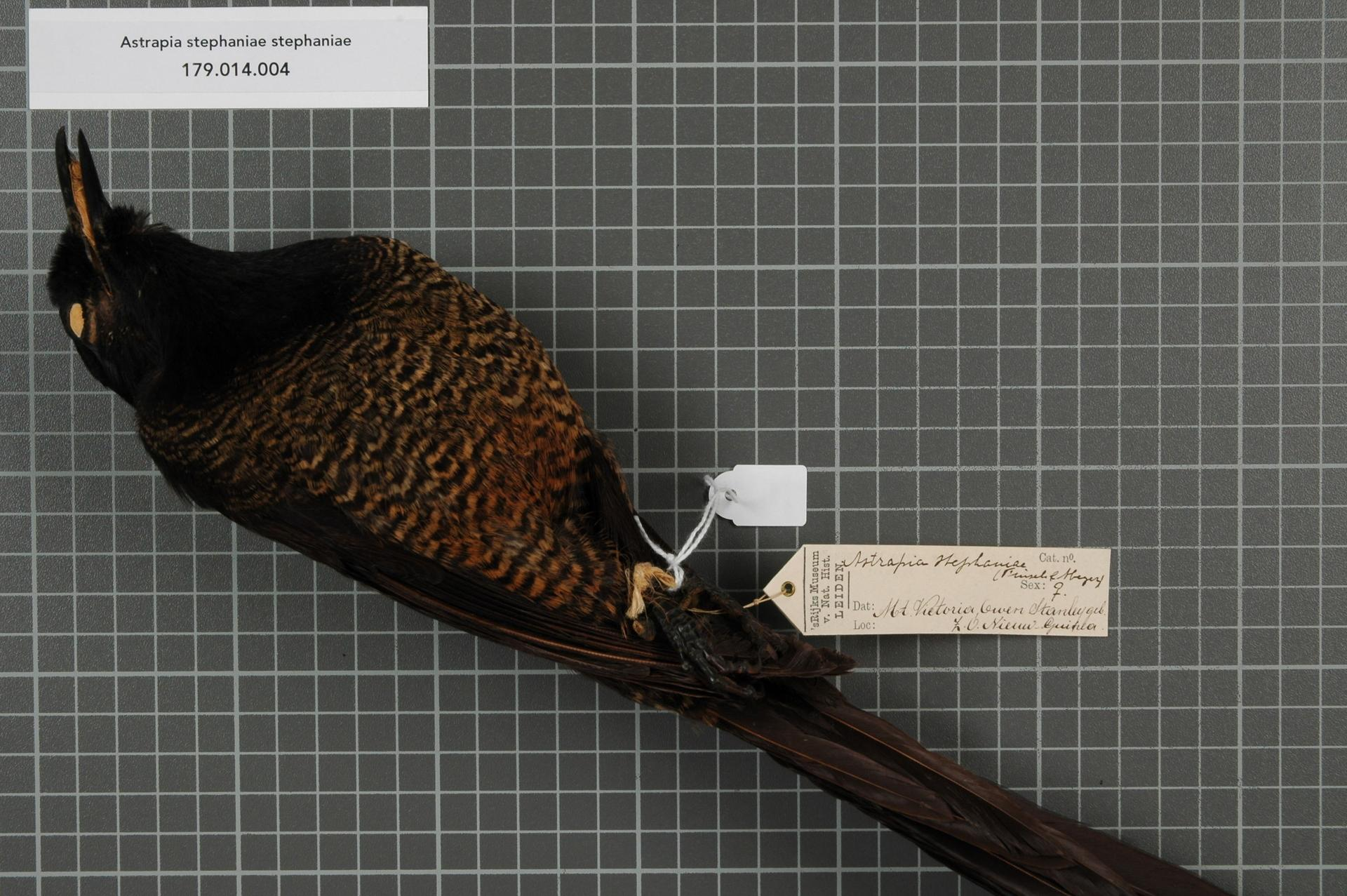
Samica podgatunku nominatywnego

## Zasięg występowania
Astrapie lśniące występują w środkowej i wschodniej części Gór Centralnych i w górach południowo-wschodniego półwyspu Nowej Gwinei (Papuan Peninsula). Według szacunków BirdLife International zasięg występowania tego gatunku zajmuje około 128 tys. km². Jego zachodnie granice są słabo poznane, natomiast na wschód sięga dalej niż u wszystkich pozostałych astrapii.
Przedstawiciele podgatunku nominatywnego występują od Gór Centralnych po Góry Owena Stanleya. Ich zasięg rozciąga się od wulkanu Doma Peaks, Mount Hagen i Giluwe na wschód – między innymi przez Ialibu, Kubor Range, Mount Karimui, Mount Michael oraz pasma Kratke i Herzog – po Mount Dayman w południowo-wschodniej części Gór Owena Stanleya. Ptaki podgatunku A. s. feminina zamieszkują Schrader Range, Góry Bismarcka oraz dział wodny między rzekami Sepik i Wahgi, na północ od obszarów zasiedlanych przez te podgatunku A. s. stephaniae.

## Pożywienie
Astrapie lśniące żywią się głównie owocami. Według Beehlera i Pruett-Jonesa (1983) stanowią one około 85% pokarmu; są to dane „umiarkowanie pewne” i nie uwzględniają lokalnych różnic. Poza tym zjadają stawonogi, pająki (Araneae) i płazy bezogonowe (Anura), być może również scynkowate.

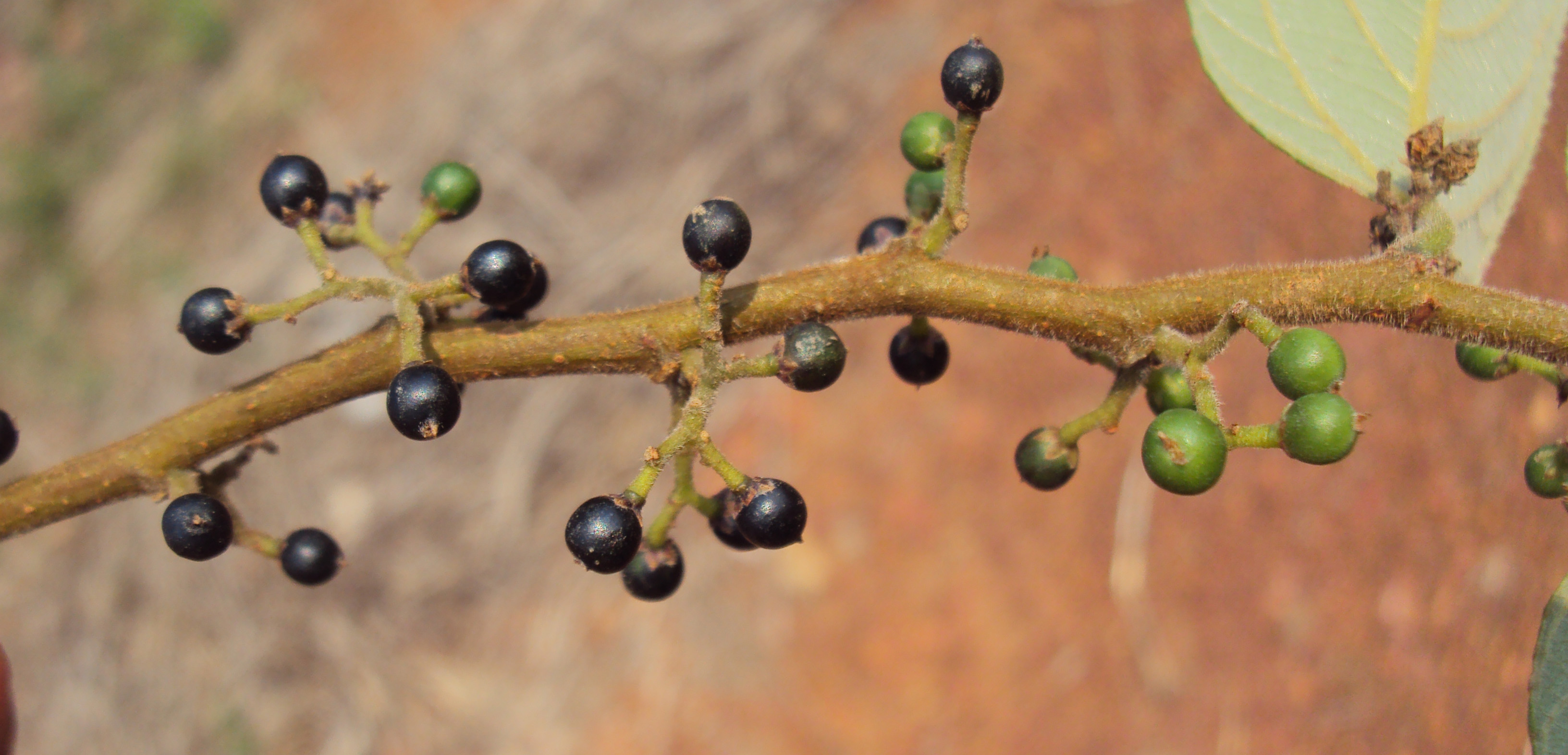
Astrapie lśniące żywią się głównie owocami, na przykład Trema orientalis (wiązowate). Na zdjęciu okaz z północnego stanu Kerala, Indie

Jednymi z chętniej jedzonych przez astrapie lśniące owoców są jagody szeflery (Schefflera), podobne preferencje mają astrapie białosterne. Healey (1989) prowadził badania terenowe w okolicy wioski Tsuwenkai (5°25′00″S 144°38′00″E/-5,416667 144,633333, około 60 km na zachód od Góry Wilhelhma). Wymienia kilka rodzajów roślin, których owoce zjadają astrapie lśniące (i inne cudowronki). Były identyfikowane przez rdzennych mieszkańców, stąd dopiero znajomość ich języka pozwoliła na skojarzenie tych określeń z nazwami naukowymi. Były to owoce drzew: szeflery, Trema orientalis (wiązowate), Timonius (marzanowate), Rhododendron macgregoriae (wrzosowate) i dzikich bananów (Musa), jednego drzewa nie zidentyfikowano; pnączy: szczudli (Freycinetia) i gurdliny (Trichosanthes). Prócz tego astrapie lśniące jedzą owoce „wild taro”. Tą nazwą potocznie określa się kolokazję jadalną (Colocasia esculenta), jednak autor nie wpisał do tabeli nazwy naukowej, jedynie potoczną oraz nazwę rodziny. Ian Saem Majnep, papuaski przyrodnik dorastający w dolinie Kaironk (Schrader Range) przed przybyciem Europejczyków wspominał, że według lokalnej ludności astrapie lśniące rozsiewają nasiona T. orientalis i alokazji (Alocasia), również określanej jako „wild taro”.
Większość wymienionych roślin owocuje przez cały rok. Szeflera, różanecznik R. macgregoriae i niezientyfikowane drzewo owocują jednak w suchszych okresach w roku. Kwapena (1985) obserwował karmienie młodych astrapii jeżynami (Rubus) i owocami Pittosporum (Pittosporaceae).
Zazwyczaj astrapie lśniące żerują w górnych warstwach lasu, na około górnej ⅓ wysokości. Schodzą również niżej, aż po samo podłoże. Żywej zdobyczy szukają na konarach pokrytych mchem i epifitami, wzdłuż pnia, wśród gałęzi i listowia oraz u nasady liści pandanów. Do tego przeszukuje obumarłe konary i ściółkę przez „cyrklowanie” – wbijanie dzioba w dana powierzchnię i otwieranie go.

## Ekologia i zachowanie
Według Pratta i Beehlera (2014) wśród gatunków Astrapia najdokładniej zbadane są astrapie lśniące i białosterne.

### Wymagania środowiskowe
Środowiskiem życia astrapii lśniących są lasy w wyższych partiach gór i lasy mgliste w piętrze subalpejskim, aż po granicę drzew; do tego obrzeża lasów i ich izolowane połacie. Zamieszkują również lasy, w których prowadzi się wycinkę części drzewostanu lub narusza środowisko w inny sposób.
Astrapie lśniące odnotowywane były na wysokościach między 1280 (Efogi) a 3500 m n.p.m. Większość obserwacji ma miejsce między 1500 a 2800 m n.p.m. Dokładne rozmieszczenie wysokościowe różni się jednak w zależności od płci i wieku. Jeśli na danym terenie współwystępują z astrapiami białosternymi, to te zastępują je na wyższych wysokościach, od około 2450 m n.p.m. Do krzyżowania się dochodzi w wąskim przedziale wysokościowym, od około 2200 do 2600 m n.p.m. Dla astrapii białosternych są to niżej położone obszary występowania. Zasięg występowania astrapii słonecznych (A. splendidissima) i lśniących nie nachodzi się, mimo doniesień o występowaniu tych pierwszych w okolicy Ambua Lodge (nieopodal Tari). Obserwowany tam w 1989 osobnik przypisany do A. splendidissima prawdopodobnie był mieszańcem.

### Tryb życia i zachowanie
Zazwyczaj astrapie lśniące przebywają samotnie. Czasem widywane są w parach, w których jeden z ptaków może być dorosłym samcem, albo w grupach złożonych z 3–7 osobników z upierzeniem w typie samicy. Samce preferują wyżej położone obszary pokryte pierwotnymi lasami. W okolicy Tsuwenkai Haley obserwował je wyłącznie między 2050 a co najmniej 2250 m n.p.m. Wskazane przez miejscowych tokowiska znajdowały się na wysokości co najmniej 2100 m n.p.m. Samice i młode samce pojawiały się w szerszym przedziale wysokości, co najmniej do 1650 m n.p.m., a w przeciwieństwie do samców także i w lasach wtórnych. Samce zajmują górne i środkowe warstwy lasu, rzadko zapuszczając się w najniżej położone. Chętniej wybierają części lasu z drzewostanem o wyższym zagęszczeniu i większej wysokości.
Podczas żerowania astrapie lśniące tolerują obecność innych ptaków owocożernych, również cudowronek. Same łączą się w grupy złożone z najwyżej 6 osobników. Niekiedy przyłączają się do wielogatunkowych stad, na przykład z długoonami mniejszymi (Epimachus meyeri). Dość często są to przedstawiciele następujących gatunków: owocożer wspaniały (Ptilinopus superbus), owocożer papuaski – podgatunek owocożera nadobnego (P. rivoli bellus), ogonówka duża (Reinwardtoena reinwardti) i sikorzyk (Oreocharis arfaki). W Ambua przez dwutygodniowy okres obserwacji dwa duże drzewa z niewielkimi, czarnymi owocami codziennie odwiedzało kilka samic i młodych samców astrapii lśniącej. Przebywały na drzewach cały czas, podczas gdy odwiedzały je i opuszczały samice (lub osobniki o upierzeniu dla nich typowym) sześciopiórów białoczelnych (Parotia lawesii), ozdobników lirogłowych (Lophorina superba) i cudowronek błękitnych (Paradisornis rudolphi). Astrapie lśniące z niektórymi ptakami konkurują jednak o pożywienie. Stosunkowo często są to dwa dziwooki: modrolicy (Melidectes belfordi) i żółtobrewy (M. rufocrissalis), które albo niepokoją astrapie, albo całkowicie je przeganiają. Obserwowano również same astrapie lśniące przepędzające inne cudowronki (w tym astrapie białosterne), zarówno samce, jak i samice (lub młodociane osobniki).
Lindon et al. (2018) w nowatorski sposób badali między innymi złożoność sygnałów w komunikacji cudowronek, szczególnie podczas zalotów. Dla przystępnego ukazania danych stworzyli barwne drzewo filogenetyczne ze skalą różnorodności sygnałów. U astrapii lśniących przeważa komunikacja optyczna (wzrokowa). Większość stanowią specyficzne zachowania. Mniejszy jest udział barw w komunikacji, ogółem mający podobne znaczenie i różnorodność, co komunikacja głosowa. Wśród wszystkich gatunków astrapii różnorodność sygnałów ogółem oceniono jako najmniejszą u astrapii lśniących, a drugą najmniejszą – u białosternych.

## Lęgi

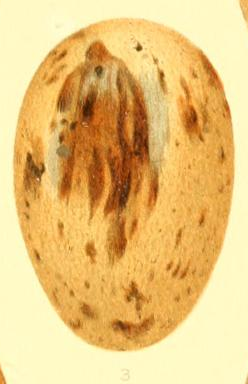
Ilustracja z 1912 ukazująca jajo astrapii lśniącej złożone w niewoli rok wcześniej

Aktywność lęgową odnotowywano we wszystkich miesiącach roku oprócz kwietnia. Zniesienia stwierdzano w maju, czerwcu i od września do lutego, a toki – w czerwcu, sierpniu i grudniu (według innego źródła cały rok, szczególnie w suchszych miesiącach, a rzadziej od czerwca do sierpnia podczas intensywnego pierzenia).
Systemem rozrodczym astrapii lśniących jest poligynia. Przynajmniej do końca 2. dekady XXI wieku najdokładniejsze badania nad tokami i tokowiskami przeprowadził Healey (1978). Toki astrapii lśniących opisał jako pierwszy. O dwie dekady starszy opis nie był uznawany za wiarygodny, a ostatecznie informacje w nim zawarte nie zostały potwierdzone przez Healeya. Kontrolował cztery tokowiska w okolicy Tsuwenkai, gdzie obserwował astrapie lśniące od listopada 1973 do listopada 1974. Odległość między nimi wynosiła 1,5–2 km. Odgłosy z danego tokowiska nie docierały do sąsiednich, a te nie były też widoczne.
Samce astrapii lśniących jako miejsce toków wybierają nagie konary drzew, pozbawione na znacznej długości listowia i bez epifitów. Muszą wznosić się pod kątem, nie poziomo. Jeśli dany konar zajmie 5 lub 6 samców, to na jego końcach siadają po 2 albo 3 z nich. Po wykonaniu swoich tańców zamieniają się miejscami i zajmują drugą stronę konaru.
Gniazdo ma kształt głębokiej czarki; bywa zarówno wątłej budowy, jak i masywne. Budulec stanowią duże liście i fragmenty liści pandanów, a dookoła gniazdo w różnym stopniu zakryte jest przez wciąż zielone łodygi epifitycznych storczyków, najgęściej ułożone na obwodzie gniazda i wzdłuż jego zewnętrznej krawędzi. Niekiedy do zewnętrznej warstwy dodawany jest kawałek liścia paproci. Wyściółkę stanowią znacznie drobniejsze łodyżki storczykowatych, wyschnięte, pozbawione liści i przypominające źdźbła. Gniazda znajdują się od 3 do 18 m nad podłożem. Taką wartość podają autorzy HBW; według innych źródeł jest to do 10 m lub od 3,8 do 10 m nad ziemią.
W zniesieniu 1 jajo. Skorupka ma jasną, różowopłową barwę, pokryta jest brązowymi paskami i czerwonobrązowymi plamami. Wymiary dwóch jaj dzikich osobników przytoczone przez Gregory (2019): 39 na 27 mm i 36,1 na 26,1 mm, Bishop & Frith (1979) podają drugi z tych wymiarów oraz 36,1 na 25,9 mm. Obydwa dotyczą jaj złożonych w Baiyer River Sanctuary. Wysiadywanie jednego jaja w niewoli trwało 21 dni. Młode spędzają w gnieździe od 25 do 29 dni.

## Status i zagrożenia
IUCN uznaje astrapię lśniącą za gatunek najmniejszej troski (LC, Least Concern) nieprzerwanie od 1988 (stan w 2021). Liczebność populacji nie została oszacowana, ptak ten opisywany jest jako pospolity na niektórych obszarach, ale rzadki na innych. BirdLife International uznaje trend liczebności populacji za prawdopodobnie stabilny ze względu na brak widocznych zagrożeń.